# Mustapha Mrani
Mustapha Mrani, spesso chiamato anche Mustapha Lemrani o Mustapha Lamrani (in arabo مصطفى المراني‎?; 2 marzo 1980), è un ex calciatore marocchino, di ruolo difensore.